# زبان‌های پاپوآیی

پراکندگی زبان‌های پاپوآیی به رنگ قرمز. زبان‌های آسترونزیایی به رنگ قهوه ای مایل به زرد و خاکستری محدوده تاریخی زبان‌های استرالیایی.

زبان‌های پاپوآیی زبان‌های غیرآسترونزیایی و غیراسترالیایی گینه نو و جزایر همسایه هستند که توسط ۴ میلیون نفر گویش می‌شوند. مفهوم مردمان پاپوآیی به عنوانی جدا از زبان‌های آسترونزیایی برای اولین در سال ۱۸۹۲ توسط سیدنی هربرت ری استفاده شد. گینه نو با ۸۰۰ زبان که در ۶۰ خانواده زبانی تقسیم می‌شوند و روابط ناشناخته‌ای با هم دارند و تعداد زیادی زبان تک‌خانواده بیش‌ترین گوناگونی زبانی را در دنیا دارد.

## شمار گویشوران
بیشتر زبان‌های پاپوآیی توسط صدها تا هزاران نفر تکلم می‌شوند؛ پر جمعیت‌ترین زبان‌ها در کوهستان گینه نو هستند که جمعیت گویشورانشان به چند صد هزار نفر هم می‌رسد. آن‌ها شامل دانی غربی (۱۸۰٬۰۰۰ نفر در ۱۹۹۳) و اکاری (۱۰۰٬۰۰۰ نفر در ۱۹۸۵) در غرب کوهستان و انگا (۲۳۰٬۰۰۰ نفر در ۲۰۰۰)، هولی (۱۵۰٬۰۰۰ نفر در ۲۰۱۱) و ملپا (۱۳۰٬۰۰۰ نفر در ۱۹۹۱) در شرق کوهستان هستند. بزرگ‌ترین زبان‌ها در غرب گینه نو، ماکاسی در تیمور شرقی (۱۰۰٬۰۰۰ نفر در ۲۰۱۰) و گاللا در هالماهرا (۸۰٬۰۰۰ نفر در ۱۹۹۰) و در شرق تری (۲۷٬۰۰۰ نفر در ۲۰۰۳) و ناسیوی (۲۰٬۰۰۰ نفر در ۲۰۰۷) در بوگنویل هستند.

## روابط خارجی
ژوزف گرینبرگ پیشنهاد کرد که زبان‌های آندامانی (یا حداقل زبان‌های آندامانی بزرگ) در کنار کرانه میانمار به زبان‌های پاپوآیی یا زبان‌های پاپوآیی غربی مرتبط هستند. استفن وورم نیز اظهار داشت که شباهت‌های واژگانی بین آندامانی بزرگ و خانواده‌های پاپوآیی غربی و تیمور-الور بسیار چشمگیر است.
گرینبرگ همچنین پیشنهاد پیوند این خانواده با زبان‌های تاسمانیایی را داد. با این حال، مردم تاسمانی شاید ۱۰ هزار سال در انزوا بودند و نسل‌کشی‌های انجام شده زبان‌های آنان را قبل از اینکه بسیاری از آن‌ها ثبت شود، از بین برد و تعداد کمی از زبان‌شناسان امیدوارند که پیوندی میان این زبان‌ها و دیگر خانواده‌ها یافت.
ویلیام فولی (۱۹۸۶) شباهت‌هایی را بین زبان بازسازی‌شده نیااسترالیایی و زبان‌های کوهستان شرق گینه نو یافت. وی معتقد بود که جدا دانستن خانواده‌های زبان پاپوآیی و استرالیایی ساده‌لوحانه است زیرا گینه نو و استرالیا در بیشتر تاریخ بشری خود یک سرزمین پیوسته بوده‌اند و فقط ۸۰۰۰ سال پیش از طرق تنگه تورس از هم جدا شده‌اند و احتمالاً یک بازسازی زبانی عمیق زبان‌های هر دو گروه را در برخواهد گرفت.